# (59388) Monod
(59388) Monod ist ein Asteroid des inneren Hauptgürtels, der am 24. März 1999 vom italienischen Astronomen Matteo Santangelo am Osservatorio Astronomico di Monte Agliale (IAU-Code 159) in Borgo a Mozzano entdeckt wurde.
Der Asteroid wurde am 13. April 2006 nach dem französischen Biochemiker Jacques Monod benannt, der 1965 gemeinsam mit François Jacob und André Lwoff den Nobelpreis für Physiologie oder Medizin erhielt, „für ihre Entdeckungen auf dem Gebiet der genetischen Kontrolle der Synthese von Enzymen und Viren“.